# Symphonie no 3 de Roussel
Pour l’article homonyme, voir Symphonie no 3.
La Symphonie no 3 en sol mineur opus 42 d'Albert Roussel est une de ses œuvres les plus connues, composée entre 1929 et 1930.
Roussel a composé quatre symphonies. En ce qui concerne sa troisième symphonie, il s'agit d'une œuvre de sa maturité, à peu près contemporaine de son Bacchus et Ariane. Cette symphonie a été composée suite une commande de l'orchestre symphonique de Boston pour son cinquantième anniversaire (dont fait partie également la symphonie n°1 (H. 75) d'Arthur Honegger, la symphonie no 4 de Prokofiev et la Symphonie de Psaumes d'Igor Stravinsky).
Elle fut créée à Boston le 24 octobre 1930 sous la direction de Serge Koussevitzky.

## Mouvements
Elle se compose de quatre mouvements et son exécution demande un peu moins d'une demi-heure.
1. Allegro vivo
2. Adagio
3. Vivace
4. Allegro con spirito

## Discographie
Son enregistrement est souvent couplé avec la symphonie nº 4 de Roussel.
Quelques enregistrements de l'œuvre : 
- L'Orchestre national de France dirigé par Charles Munch en 1964 (Auvidis Valois) ;
- L'Orchestre de la Société des Concerts du Conservatoire dirigé par André Cluytens (Testament) ;
- L'Orchestre philharmonique de Radio France dirigé par Marek Janowski en 1994 (RCA) ;
- L'Orchestre national royal d'Écosse dirigé par Stéphane Denève, enregistrement Naxos de 2006.

La Troisième symphonie a été également enregistrée par des chefs comme Ernest Ansermet (Orchestre de la Suisse romande, Decca) et Ernest Bour (Orchestre du Südwestfunk de Baden-Baden, Auvidis Astrée). Sergiu Celibidache l'a dirigée avec l'Orchestre National en concert. 